# Nikołaj Abroskin
Nikołaj Pawłowicz Abroskin, ros. Никола́й Па́влович Аброськин (ur. 1 stycznia 1951 we wsi Armijowo w obwodzie penzeńskim) – radziecki i rosyjski oficer, generał armii, dyrektor Federalnej Agencji Budownictwa Specjalnego; rzeczywisty radca stanu Federacji Rosyjskiej I klasy.
W 1973 ukończył Mordwiński Uniwersytet Państwowy im. Ogariowa i został powołany do służby wojskowej, którą rozpoczął jako zastępca dowódcy kompanii wojskowego oddziału budowlanego Gławspecstroju, i kontynuował na różnych stanowiskach dowódczych. W 1981 został przeniesiony do centrali Gławspecstroju na wyższe stanowisko w Dziale Personalnym; od 1987 do 1991 - kierownik Działu Personalnego i Rozwoju Społecznego Gławspecstroju, następnie mianowany zastępcą szefa tej agencji.
Od 1996 pierwszy zastępca szefa Specstroju Rosji i Rosspecstroju. Po reorganizacji agencji, w marcu 1999 został mianowany szefem Federalnej Służby Budownictwa Specjalnego Federacji Rosyjskiej, która zgodnie z dekretem Prezydenta Federacji Rosyjskiej z dnia 9 marca 2004 nr 314 została przemianowana na Federalną Agencję Budownictwa Specjalnego. 8 kwietnia 2004 został mianowany dyrektorem Federalnej Agencji Budownictwa Specjalnego.
Generał armii. Kandydat nauk technicznych. Otrzymał ordery: „Za Zasługi dla Ojczyzny” IV stopnia, „Za służbę Ojczyźnie w Siłach Zbrojnych ZSRR” II i III stopnia oraz 21 medali, otrzymał tytuł „Honorowego Budowniczego Rosji”.
Żonaty. Ma dwie córki.